# Calisota
Il Calisota è un immaginario stato degli Stati Uniti d'America, appartenente all'universo Disney, citato per la prima volta dal cartonista Carl Barks, che per idearne il nome probabilmente fuse i nomi di California e Minnesota.

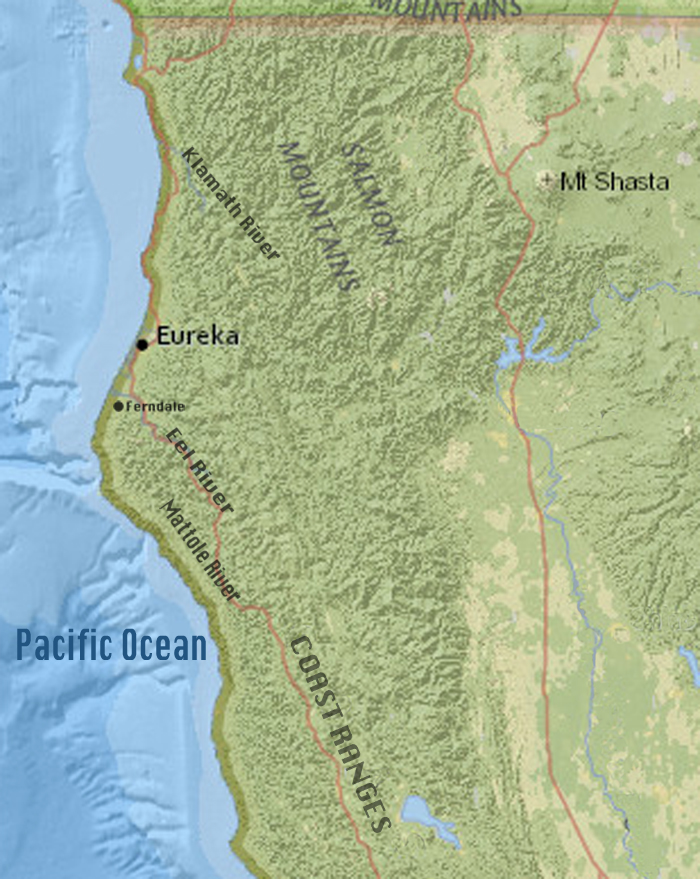
La mappa del Calisota assomiglia ad una mappa della California del Nord, con Paperopoli corrispondente ad una zona costiera in Contea di Humboldt nei pressi della città di Eureka, situato sulla Baia di Humboldt.

Le interpretazioni sull'estensione effettiva dello Stato, però, sono differenti. Infatti, mentre per Barks il Calisota è uno Stato piccolo, dal territorio è di poco più vasto rispetto a quello occupato dalla sua capitale Paperopoli e dalla rivale Ocopoli, ma indipendente come possono esserlo San Marino o la Città del Vaticano in Italia (la circostanza è confermata dalla presenza dell'ambasciata paperopolese in Zio Paperone e il tesoro di Marco Polo), il suo erede più fedele, Don Rosa, pensa al Calisota come ad uno Stato di più ampia estensione (vedi La Saga di Paperon de Paperoni) inquadrato dagli Stati Uniti d'America. Più simile a quella di Rosa è la visione di Romano Scarpa, che in Topolino imperatore della Calidornia chiama Calidornia lo Stato in cui sono presenti le città di Paperopoli e Topolinia, oltre che di Giuncavilla. Tutte queste tre versioni, però, hanno in comune la collocazione geografica, ponendo lo Stato di fronte all'Oceano Pacifico. Tale posizione è stata, successivamente, confermata sia su Duck Tales (anche se nel 41º episodio il Deposito di Paperone è posto sul lato opposto), sia su Quack Pack.
Lo stemma dello Stato, che poi è quello di Paperopoli, è un papero dorato su campo blu (vedi la già citata Zio Paperone e il tesoro di Marco Polo).